# آب‌انبار پنج برکه
آب‌انبار پنج برکه مربوط به اواخر دوره قاجار است و در بندرگنک، محله پیمایی، کنارگورستان اهل تسنن واقع شده و این اثر در تاریخ ۱۱ دی ۱۳۸۰ با شمارهٔ ثبت ۴۶۰۰ به‌عنوان یکی از آثار ملی ایران به ثبت رسیده است.